# Комарац (лист)
Комарац је био хумористичко-сатирични лист који је излазио у Новом Саду од 1861. до 1869. године.

## Историјат
Увиђајући од коликог су утицаја и какву моћ имале хумористично-сатиричне новине, Милетићеве присталице су одлучиле да 1861. године покрену један такав лист коме би за циљ био да насмеју и разоноде, да се наругају речима, карикатурама, исмеју и искритикују они који то заслужују, и на тај начин се придруже национално-политичкој акцији.
Први број првог српског хумористичко-сатиричног листа појавио се 22. фебруара 1861. године у Новом Саду.
Комарац је током свог излажења имао неколико одредница: Шаљиви лист са илустарцијама (1861); Шаљиви лист (1861); Лист за шалу и сатиру (1868); Шаљиви лист (1868); Лист за шалу и сатиру (1869).
Основао га је [[Ђорђе Рајковић]], а касније га је преузео [[Јован Јовановић Змај]]. Издавач и финансијер био је Драгутин Кесерић. Од 1863. године, када је власник постао штампар Игњат Фукс, а одговорни уредници Аца Поповић Зуб, Емил Чакра, Лаза Телечки, па Јован Грујић, лист је изгубио на сатиричној оштрини, и био у служби режима и црквене хијерархије.
Период у коме је излазио Комарац – од 10. фебруара 1861. године до 20. септембра 1869, може се поделити на три фазе:
- Прва фаза (1861-1863): У овом периоду су присталице Светозара Милетића уређивале лист.
- Друга фаза (1863-1866): Време када је Игњат Фукс изнајмио овај лист владики Самуилу Маширевићу да би овај остварио своје амбиције и помоћу Комарца дошао до црквеног трона. Када је постао 1864. српски патријарх Маширевићу више није био потребан шаљиви лист. Престаје да га финансира. Лист је таворио до 1866. године када је једно време престао да излази.
- Трећа фаза (1868-1869): Јован Грујић Јота је преузео лист 1868. године од Игњата Фукса. За издавање листа добио је финансујску помоћ од  мађарске владе и од тада је Комарац постао промађарски.

### Политичка позадинаКомарца
Лист Комарац по својој програмској оријентацији био не једно – него чак три различита гласила о чему сведоче три фазе које га карктеришу. У периоду од 1861-1863. Комарац је био промилетићевски, у време 1863-1866. антимилетићевски, а у време 1868-1869. промађарски и антимилетићевски.
У првој фази лист је имао велики број пренумераната, што му је омогућавало да излази. Комарац је писао о укидању Српске Војводине, борби Срба за национална права у Хрватској, противио се германизацији и мађаризацији, подсмевајући се и Србима због користољубивости и подаништва. Подржавао је политику Светозара Милетића. 
Пошто је 1863. године Аца Поповић постао уредник, Комарац мења политички курс, и почиње да напада Светозара Милетића, сврставајући се на страну мађарске владе. Због овог потеза лист је изгубио много претплатника.

### Периодичност излажења
Излазио је три пута месечно: 10, 20. и 30. дана сваког месеца (1861),
Излазио је три пута месечно: 1, 10. и 20. дана сваког месеца (1868),
Излазио је три пута месечно: 1, 8. и 24. дана сваког месеца (1869).

### Изглед листа
Комарац је излазио на пола (4 стране) и целом табаку (8 страна) у тиражу који је достизао преко 1.000 претплатника. Графичка опрема је била у традицији листова и часописа из средине XIX века: прва страна доносила је уводни чланак (најчешће актуелну песму), друга и трећа попуњаване су редовним рубрикама, а четврта је садржавала илустрације и карикатуре. Прелом двостубачан, ступци одвајани међустубачном фином линијом, наслови и поднаслови истицани су крупнијим словима.

### Димензије листа
Лист Комарац је излазио у форамату 28X23cm.

### Тематика
- Досетке
- Шале
- Анегдоте
- Забавни чланци
- Оштри сатирични чланци

### Место и година издавања
- Нови Сад, 1861-1869

### Штампарија
Нови Сад; Брзотиском епископске печатње - 1861; од бр.26/1861 лист се штампа у Печатњи Игњата Фукса.

## Уредници
- Ђорђе Рајковић
- Јован Јовановић Змај - од бр. 4 (1862)
- Игњат Фукс - од бр. 8 (1869); од бр. 30 (1864)
- Аца Поповић Зуб - од бр. 12 (1863)
- Емил Чакра - од бр. 33 (1864)
- Дружина "Комарчева", одговара Јован Грујић - од бр. 1 (1868)
- Дружина "Комарчева" - од бр. 8 (1868)
- Лаза Телечки - 1866.
- Јован Грујић Јота - 1868.
- Аџи Воштац - од бр. 21/22 (1869)

## Рубрике
Ћира и Спира
Црна књига
Ташци
Афоризми
Шаљиви огласи
Енигматика
Илустрације и карикатуре
Ребуси

### Афоризми
Афоризам као књижевни жанр је често коришћен у прилозима овог сатиручног листа. Ту се могу наћи метафорички афоризми, „гастрономски афоризми“, те афоризми писани у пособеној форми - „читалаких грешака“. Рубрика у којој су те „грешке“ афоризми - назива се „читање уздуж“, а касније ће такав начин бити означен као „читање преко ступца“. Овај нови „жанр“ прихватиће касније остали сатирични листови.

## Прекиди у излажењу листа
Лист Комарац је прекидао да излази 1866. и 1867. године.

## Занимљивост
Ђорђе Рајковић је био први уредник једног српског сатиричног листа који је због објављеног прилога у Комарцу осуђен на казну затвора.